# 王珉 (1950年)
王珉（1950年3月—），男，汉族，安徽淮南人，中华人民共和国政治人物。南京航空学院（今南京航空航天大学）机械制造专业博士研究生毕业；曾长期从事专业领域教育工作，被普遍认为是少数具有真正高学历的高级官员。中共第十七届、十八届中央委员。曾任吉林省人民政府省长，中共吉林省委书记，中共辽宁省委书记，第十二届全国人大教育科学文化卫生委员会副主任委员。

## 生平

### 早年
1950年3月，王珉出生于安徽淮南九龙岗矿路公司医院。1968年9月文化大革命期间，高中毕业的王珉下乡到舒城县石岗公社插队劳动；受“家庭出身”影响，直到1972年，他才被招工到淮南化工机械厂当上一名钣金工开刨床。1975年，王珉被推荐到淮南煤炭学院（2002年改为安徽理工大学）机电系矿机专业学习，后来又留校在机制工艺教研室当教师。1979年，恢复高考后第一届研究生招生，他大胆报名，被北京航空学院录取。1981年，王珉研究生毕业后又回到淮南煤炭学院当教师，2年后他又到南京航空学院机械工程系机械制造专业攻读博士研究生。1985年7月加入中国共产党。1985年，博士研究生毕业后留校任教，历任机械制造系讲师、实验室主任，机械工程系副主任、副教授，系主任、教授，南京航空学院秘书长，南京航空学院副院长、博士生导师，1994年升为常务副校长。

### 仕途
1994年7月，王珉由南京航空航天大学常务副校长转到地方工作，出任江苏省省长助理，开始从政之路。尽管起步晚，但王珉一路升迁；先后出任江苏省副省长，中共苏州市委书记；并于2002年8月当选中共江苏省委常委；两年后，调升中共吉林省委副书记；数月后，又接任吉林省代省长；2005年1月，吉林省十届人大三次会议正式选举王珉为吉林省省长；不到两年，他又接任中共吉林省委书记职务。
2009年11月30日，中共中央決定，任命王珉为中共辽宁省委书记。2013年1月王珉当选辽宁省人大常委会主任。2015年5月4日，不再担任辽宁省委书记、省人大常委会主任。共任职5年5个月。
2015年7月，全国人大常委会召开会议，会议任命王珉为第十二届全国人民代表大会教育科学文化卫生委员会副主任委员。

### 落马
2016年3月4日上午十点，中央纪委监察部网站宣布，第十二届全国人大教育科学文化卫生委员会副主任委员王珉涉嫌严重违纪，接受组织调查。当日上午王珉还在全国人大辽宁团驻地同代表共进早餐，随后中央纪委副书记刘金国到辽宁团驻地，对王珉宣布中央调查决定。王珉被调查当天其妻子张静亦在沈阳被控制并送往北京。2016年4月，辞去第十二届全国人民代表大会代表职务，其第十二届全国人民代表大会教育科学文化卫生委员会副主任委员职务相应终止。
2016年8月，经中共中央批准，中共中央纪委对王珉严重违纪问题进行了立案审查。
经查，王珉严重违反政治纪律和政治规矩，身为省委书记没有履行管党治党政治责任，未按照中央要求履行换届工作第一责任人的职责，对辽宁省有关选举发生拉票贿选问题负有主要领导责任和直接责任；履行全面从严治党主体责任不力，公开妄议并违反中央八项规定精神，公款大吃大喝、顶风违纪，对抗组织审查；违反组织纪律，利用职权和职务影响，在干部选拔任用等方面为他人提供帮助并收受财物；违反廉洁纪律，在企业经营等方面为他人谋取利益，其亲属从利益输送中获得经济利益；利用职权和职务影响为他人谋取利益并收受财物，涉嫌受贿犯罪。
王珉身为中央委员，理想信念动摇，纪律意识丧失，严重违反党的纪律，且在党的十八大后仍不收敛、不收手，造成恶劣政治影响，应予严肃处理。依据《中国共产党纪律处分条例》等有关规定，经中央纪委常委会议研究并报中共中央政治局会议审议，决定给予王珉开除党籍、开除公职处分；收缴其违纪所得；将其涉嫌犯罪问题、线索及所涉款物移送司法机关依法处理。
2016年8月11日，最高人民检察院宣布，依法决定对王珉立案侦查。8月25日，辽宁省委公布《中共辽宁省委关于巡视“回头看”整改情况的通报》中提到：王珉罔顾习近平总书记对辽宁提出的“讲诚信、懂规矩、守纪律”的政治要求，在个人政治期望没有实现后，消极堕落，甚至抵触中央。10月27日报道，中共十八届六中全会确认对王珉等四人开除党籍的处分。
2017年8月4日，河南省洛阳市中级人民法院一审宣判，对被告人王珉以受贿罪（共计折合人民币1.46亿余元）判處無期徒刑、剝奪政治權利終身、並處沒收個人全部財產；以贪污罪判處有期徒刑4年、並處罰金30萬元；以玩忽职守罪判處有期徒刑7年，数罪并罚，决定执行无期徒刑，剥夺政治权利终身，并处没收个人全部财产。